# Ayrshire (comté)
Pour les articles homonymes, voir Ayrshire.
L'Ayrshire, Siorrachd Inbhir Àir en gaélique écossais, est un comté du sud-ouest de l'Écosse, situé sur les rives du Firth of Clyde. Ses principales villes sont Ayr, Kilmarnock et Irvine. L'aéroport international de Glasgow Prestwick, qui dessert Glasgow, est situé en Ayrshire. La région est intégrée au royaume d'Écosse au XIe siècle. En 1263, les Écossais parviennent à chasser les Norvégiens au cours de la bataille de Largs.

## Agriculture et élevage
Ayrshire est l'une des régions aux sols les plus fertiles d'Écosse. Les pommes de terre y sont cultivées près de la côte, grâce à l'emploi de fertilisants issus des algues, et la région produit également de la viande de porc, du bétail et des baies telles que les fraises. L'élevage bovin est ancien et a forgé l'ayrshire, rustique race bovine laitière, une des plus robustes en région septentrionale.
L'Ayrshire partage avec le Dumfries and Galloway une région de collines connue comme les Galloway Hills. Elles se trouvent à l'ouest de l'A713 (menant d'Ayr au Château Douglas) et s'étendent au sud jusqu'à la région de Loch Doon, presque jusqu'au Solway Firth. À l'est de cette route se trouvent les Carsphairn and Scaur Hills qui s'étendent au sud-est de Dalmellington et au sud de New Cumnock.

## Industrie
La région a été lourdement industrialisée, avec des aciéries, des mines de charbon et différents produits manufacturés à Kilmarnock, dont le whisky Johnnie Walker. Plus récemment, Digital Equipment avait une importante usine près d'Ayr à partir de 1976, quand la compagnie est rachetée par Compaq en 1998. Certaines entreprises s'étaient développées pour approvisionner ce site, dont l'usine IBM à Greenock dans le Renfrewshire.
Hunterston héberge depuis les années 1950 une centrale nucléaire (Hunterston A), fermée en 1990. L'exploitation de la centrale de Hunterston B commença en 1976. 
L'industrie aérienne écossaise a longtemps été basée autour de Prestwick et son aéroport international, et bien que la fabrication d'avions cesse à l'usine de la British Aerospace en 1998, un nombre significatif de compagnies aériennes sont encore basées sur le site de Prestwick. Toutefois, le chômage est important dans la région, au-dessus de la moyenne nationale.

## Patrimoine historique
Un monument notable de l'Ayrshire est le château de Turnberry, qui date du XIIIe siècle, et où Robert le Bruce est peut-être né.
Le sheriffdom originel d'Ayr était divisé en trois districts ou bailieries qui ont plus tard donné naissance au comté d'Ayrshire. Les trois districts en question étaient :
- Carrick au sud
- Kyle au centre, qui inclut le burgh royal d'Ayr
- Cunninghame au nord, qui inclut le burgh royal d'Irvine.

## Loisirs
La ville de Troon sur la côte a accueilli l'Open de golf britannique deux fois ces sept dernières années et huit fois en tout. Environ 200 000 visiteurs sont venus à Troon durant l'Open de 2004. Ce sont les membres du Prestwick Golf Club qui ont créé l'open de golf britannique en 1860.

## Histoire

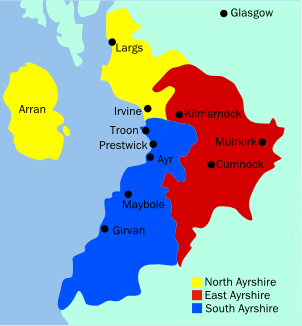
Subdivisions administratives d'Ayrshire

La région est intégrée au royaume d'Écosse au XIe siècle. En 1263, les Écossais parviennent à chasser les Norvégiens au cours de la bataille de Largs.
Le county council d'Ayr est créé en 1890, par la loi écossaise de gouvernement local de 1889. Celle-ci redéfinit les Burghs en large burghs et Small Burghs. Cette nouvelle catégorisation influence le niveau d'autonomie qu'ont les burghs vis-à-vis du county council. La loi démet également les paroisses de leur fonction dans le gouvernement local.
En mai 1975 le county council est démis de ses fonctions qui passent aux mains du Strathclyde Regional Council. L'aire recouverte par le comté est alors partagée en quatre nouveaux districts formant les deux tiers de la région du Strathclyde : Cumnock and Doon Valley, Cunninghame, Kilmarnock and Loudoun et Kyle et Carrick. Le district de Cunninghame comprend l'Île d'Arran, Great Cumbrae et Little Cumbrae, qui sont aujourd'hui compris dans le comté de Bute.
En 1996 le système des régions et districts est abrogé, et l'Ayrshire est divisé en plusieurs council areas : East Ayrshire,North Ayrshire et South Ayrshire.

## Villes et villages d'Ayrshire

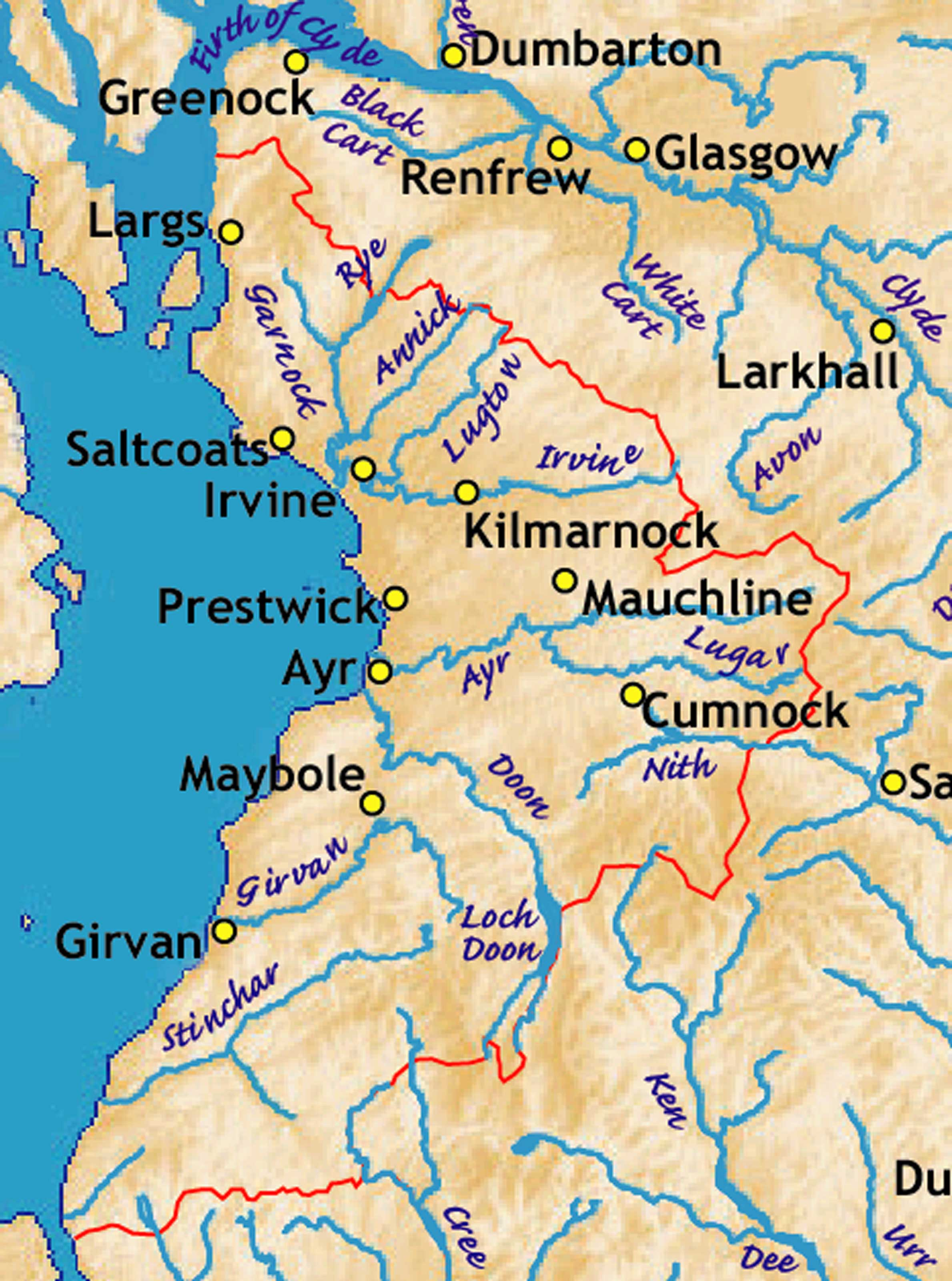
Ayrshire, avec ses rivières et plusieurs villes.

- Ardrossan
- Auchentiber
- Auchinleck
- Ayr
- Barr
- Beith
- Bellsbank
- Catrine
- Crosshill
- Cumnock
- Dailly
- Dalmellington
- Dalry
- Dalrymple
- Darvel
- Drongan
- Dreghorn
- Drybridge
- Dundonald
- Dunlop
- Dunure
- Fairlie
- Fenwick
- Galston
- Gatehead, Ayrshire
- Girvan
- Glengarnock
- Hurlford
- Irvine
- Kilbirnie
- Kilmarnock
- Kilmaurs
- Kilwinning
- Kirkmichael
- Knockentiber
- Largs
- Logan
- Lugton
- Lugar
- Mauchline
- Maidens
- Maybole
- Minishant
- Muirkirk
- New Cumnock
- Newmilns
- Ochiltree
- Old Dailly
- Prestwick
- Saltcoats
- Seamill
- Skelmorlie
- Sorn
- Springside
- Stair
- Stevenston
- Stewarton
- Straiton
- Turnberry
- Troon
- West Kilbride

## Rivières d'Ayrshire
Les principales rivières et fleuves s'écoulent vers la côte Clyde, du nord au sud :
- River Garnock
- River Irvine
- River Ayr
- Doon
- River Girvan
- River Stinchar

## Lieux remarquables
- Auchenharvie Castle
- Barony and Castle of Giffen
- Cleeves Cove cave
- Clyde Muirshiel Regional Park
- Corsehill
- Dalgarven mill
- Dunlop cheese
- Eglinton Country Park
- Laigh Milton viaduct
- Thurgartstone

## Personnalités nées dans l'Ayrshire
- Hew Ainslie (1792-1878), poète[2]
- Sir Thomas Brisbane (1773-1860), soldat écossais et administrateur colonial, qui a donné son nom à la ville de Brisbane.
- John Boyd Orr (1880-1971), prix nobel de la paix
- Robert the Bruce (1274-1329), probablement au château de Turnberry.
- Robert Burns (1759-1796), poète, à Alloway;
- Kenneth Campbell (1917-1941), pilote de la RAF, décoré de la Victoria Cross à titre posthume, né à Ardrossan.
- Robert Craufurd (1764-1812), Major-Général britannique
- Thomas Craig (1855-1900), professeur de mathématiques, et auteur[2].
- John Dunlop (1840-1921), inventeur des pneumatiques, à Dreghorn.
- John Ferguson (1813-1888), homme politique canadien
- Andrew Fisher (1862-1928), 5e premier ministre d'Australie 1908-1909, 1910-1913, 1914-1915;
- Sir Alexander Fleming (1881-1955), découvreur de la pénicilline en 1928, à Darvel;
- John Galt (1779-1839), écrivain.
- George Houston (painter) (1869-1947), peintre paysagiste[3]
- Tom Hunter, entrepreneur et philanthrope
- Tommy Lawrence (1940-2018), footballeur
- John McAdam (1756-1836), ingénieur, responsable d'un système de création des routes
- James McCosh (1811-1894), philosophe de la Scottish School of Common Sense et président de ce qui deviendra la Princeton University[2].
- William McIlvanney, écrivain
- James Henry McLean (1806-1886), né dans l'Ayrshire, physicien et élu au congrès des États-Unis pour le Missouri[2]
- Simon Neil (1979-), James Johnston, et Ben Johnston de Biffy Clyro.
- Bill Shankly (1913-1981), entraîneur de football
- Robert Simson (1687-1768), mathématicien et professeur de mathématiques durant 50 ans.
- Sam Torrance (1953- ), golfeur professionnel né à Largs.
- Malcolm Wallace, père de William Wallace, un des plus grands héros national écossais, à Riccarton, Kilmarnock.
- Colin Mochrie acteur écossais/canadien né à Kilmarnock en 1964.